# Koševi
Koševi (v srbské cyrilici Кошеви) jsou vesnice spadající pod město Kruševac v okrese Rasina v centrálním Srbsku. Leží asi 150 km jihovýchodně od Bělehradu a 7 km západně od Kruševce, v nadmořské výšce 150 m n. m. V obci žije 393 obyvatel, které z velké časti tvoří Srbové.

## Rodáci
- Raka Miličevič – akademický malíř a psaligrafik žijící v Česku